# 26 Mixes for Cash

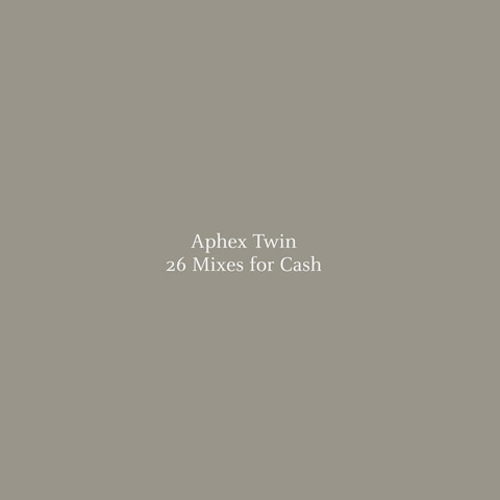
Portada del álbum "26 Mixes for Cash" de Aphex Twin

26 Mixes for Cash es un álbum recopilatorio de remezclas producidas por Richard D. James (más conocido por su alias Aphex Twin) para diferentes artistas, más cuatro temas originales. Fue publicado el 24 de marzo de 2003 por Warp Records. 26 Mixes for Cash fue editado solo en CD, aunque una edición en vinilo promocional y titulada 2 Mixes on a 12" For Cash, que incluía dos remezclas originales y exclusivas de Aphex Twin para esta recopilación, fueron lanzadas en un número limitado en Japón.

## Lista de canciones

### Disco uno
| N.º | Título                                                      | Remezcla de... | Duración |  |
| 1.  | «Time To Find Me, AFX Fast Mix»                             | Seefeel | 7:34     |  |
| 2.  | «Raising The Titanic, Big Drum Mix»                         | Gavin Bryars' grabación de 1994 de su pieza orquestal The Sinking of the Titanic de 1969                                       | 8:42     |  |
| 3.  | «Journey, Aphex Twin Care Mix»                              | Gentle People | 10:14    |  |
| 4.  | «Triachus, Mix by Aphex Twin»                               | Kinesthesia (edit) | 4:12     |  |
| 5.  | «Heroes, Aphex Twin Remix»                                  | Philip Glass' versión orquestal del tema de David Bowie Heroes, mezclada con samples de Bowie cantando (edit)                  | 5:18     |  |
| 6.  | «In The Glitter Part 2, Aphex Twin Mix»                     | Buck-Tick | 5:02     |  |
| 7.  | «Zeros and Ones, Aphex Twin Reconstruction #2»              | Jesus Jones | 5:49     |  |
| 8.  | «Ziggy, Aphex Twin Mix #1»                                  | Nav Katze (edit) | 4:25     |  |
| 9.  | «Your Head My Voice, Voix Revirement»                       | Saint Etienne (edit) | 3:15     |  |
| 10. | «Change, Aphex Twin Mix #2»                                 | Nav Katze | 4:16     |  |
| 11. | «Une Femme N'est Pas Un Homme, Aphex Twin Mix»              | The Beatniks (edit) | 4:06     |  |
| 12. | «The Beauty of Being Numb Section B, Created by Aphex Twin» | tema original. "The Beauty of Being Numb" fue remezclada por Nine Inch Nails para su álbum de remezclasFurther Down the Spiral | 3:27     |  |
| 13. | «Let My Fish Loose, Aphex Twin Remix»                       | Nobukazu Takemura | 5:26     |  |

### Disco dos
| N.º | Título                                          | Remezcla de... | Duración |  |
| 1.  | «Krieger, Aphex Twin Baldhu Mix»                | Die Fantastischen Vier | 3:23     |  |
| 2.  | «Deep In Velvet, Aphex Twin Turnips Mix»        | Phillip Boa and the Voodooclub | 3:50     |  |
| 3.  | «Falling Free, Aphex Twin Remix»                | Curve | 7:41     |  |
| 4.  | «We Have Arrived, Aphex Twin QQT Mix»           | Mescalinum United | 4:23     |  |
| 5.  | «At the Heart of It All, Created by Aphex Twin» | creada para un álbum de remezclas de Nine Inch Nails (edit)                                                                                    | 3:49     |  |
| 6.  | «Flow Coma, Remix By AFX»                       | 808 State | 4:59     |  |
| 7.  | «Windowlicker, Acid Edit»                       | remezcla acid del tema Windowlicker del propio Aphex Twin                                                                                      | 4:15     |  |
| 8.  | «Normal, Helston Flora Remix by AFX»            | Baby Ford | 6:51     |  |
| 9.  | «SAW2 CD1 TRK2, Original Mix»                   | versión alternativa del tema del disco de Aphex Twin Selected Ambient Works Volume II comúnmente conocido como "[radiador]" con beats añadidos | 6:30     |  |
| 10. | «Mindstream, The Aphex Twin Remix»              | Meat Beat Manifesto (edit) | 3:42     |  |
| 11. | «You Can't Hide Your Love, Hidden Love Mix»     | DMX Krew | 5:05     |  |
| 12. | «Spotlight, Aphex Twin Mix»                     | Wagon Christ | 6:57     |  |
| 13. | «Debase, Soft Palate»                           | Mike Flowers Pops | 5:50     |  |

## Curiosidades
- Las canciones "Change, Aphex Twin Mix #2" y "At the Heart of It All, Created by Aphex Twin" aparecen en "Episode of Top Gear", cuando Jeremy Clarkson está conduciendo un BMW.

## Listas de éxitos
| Lista (2003)                   | Máxima posición |
| ------------------------------ | --------------- |
| UK Albums Chart                | 63              |
| EE. UU. Top Heatseekers        | 29              |
| EE. UU. Top Electronic Albums  | 3               |
| EE. UU. Top Independent Albums | 18              |